# Clinosperma
Genre
Classification phylogénétique
Espèces de rang inférieur
- Clinosperma bracteale
- Clinosperma lanuginosa
- Clinosperma macrocarpa
- Clinosperma vaginata

Clinosperma est un genre de plantes à fleurs de la famille des Arecaceae (Palmiers) comportant des espèces originaires de Nouvelle-Calédonie.
Synonymes :  Brongniartikentia Becc., Lavoixia H.E.Moore

## Classification
- Famille des Arecaceae
  - Sous-famille des Arecoideae
    - Tribu des Areceae
      - Sous-tribu des Clinospermatinae [1]

## Espèces
- Clinosperma bracteale (Brongn.) Becc., Palme Nuova Caledonia: 52 (1920).
- Clinosperma lanuginosa (H.E.Moore) Pintaud & W.J.Baker, Kew Bull. 63: 69 (2008).
- Clinosperma macrocarpa (H.E.Moore) Pintaud & W.J.Baker, Kew Bull. 63: 70 (2008).
- Clinosperma vaginata (Brongn.) Pintaud & W.J.Baker, Kew Bull. 63: 70 (2008).